# Helmut Nonn
Helmut Nonn (Mülheim an der Ruhr, 1933. október 18. – 2024. november 12.) olimpiai bronzérmes német gyeplabdázó.

## Pályafutása
1956-ban Melbourne-ben és 1960-ban Rómában az Egyesült Német Csapat tagjaként indult. A melbourne-i olimpián bronzérmet szerzett a válogatottal.
Testvére Wolfgang Nonn (1935–1959) szintén válogatott gyeplabdázó volt.

## Sikerei, díjai
- Olimpiai játékok
  - bronzérmes: 1956, Melbourne